# Leon Pieczyński

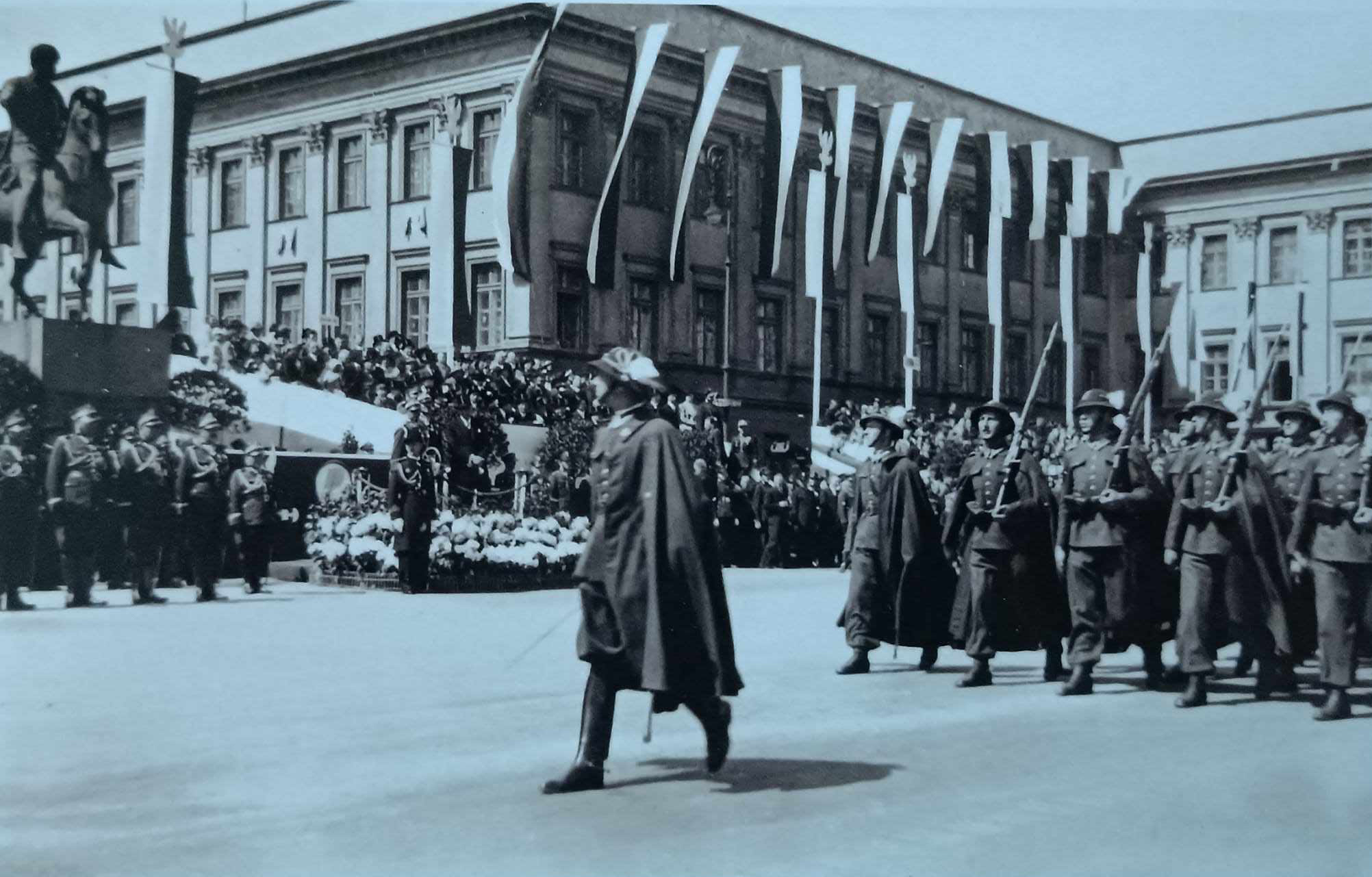
Kpt. Leon Pieczyński prowadzi defiladę w Warszawie.

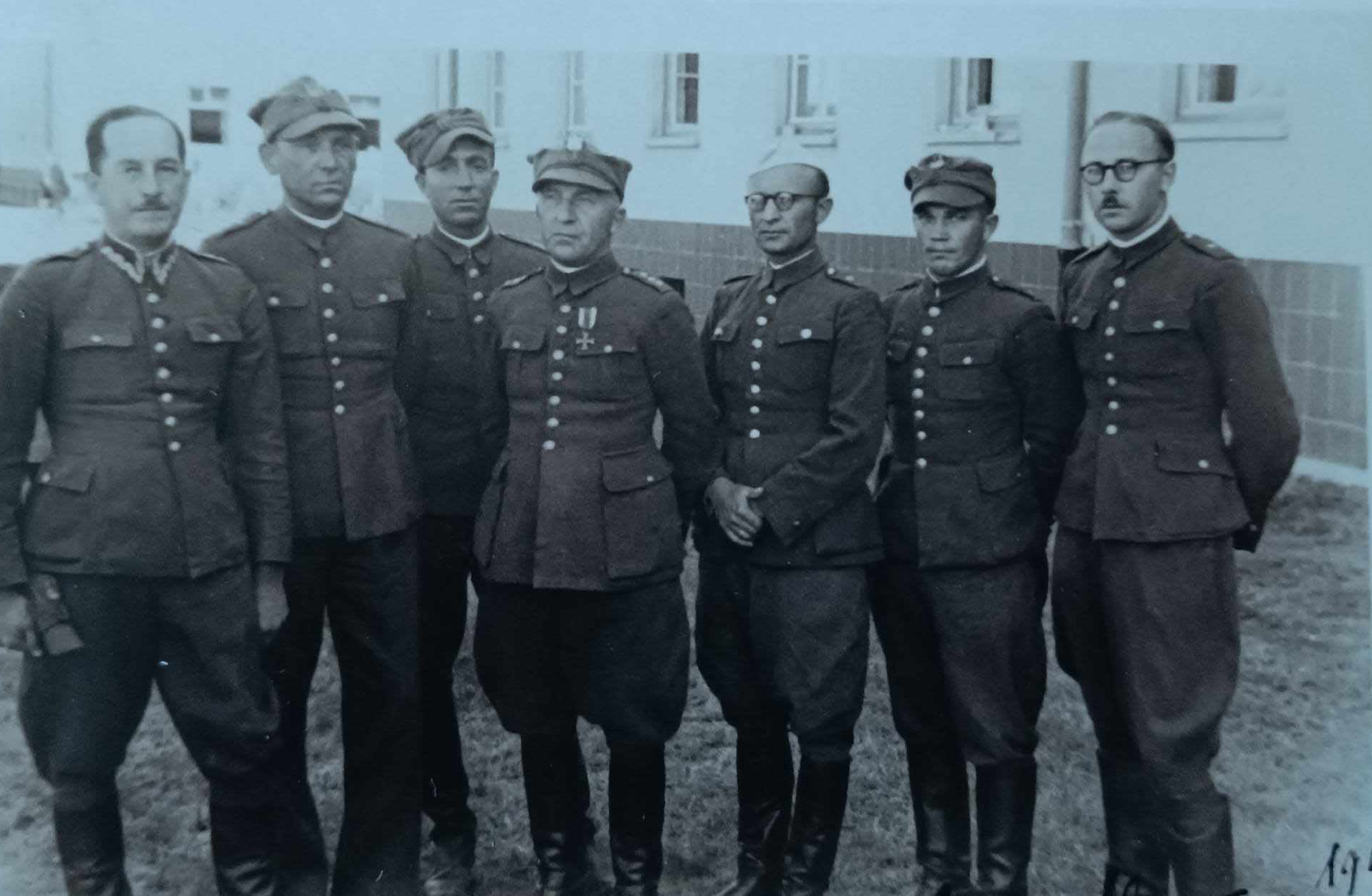
Kpt. Leon Pieczyński (drugi z lewej) w oflagu Prenzlau (1940).

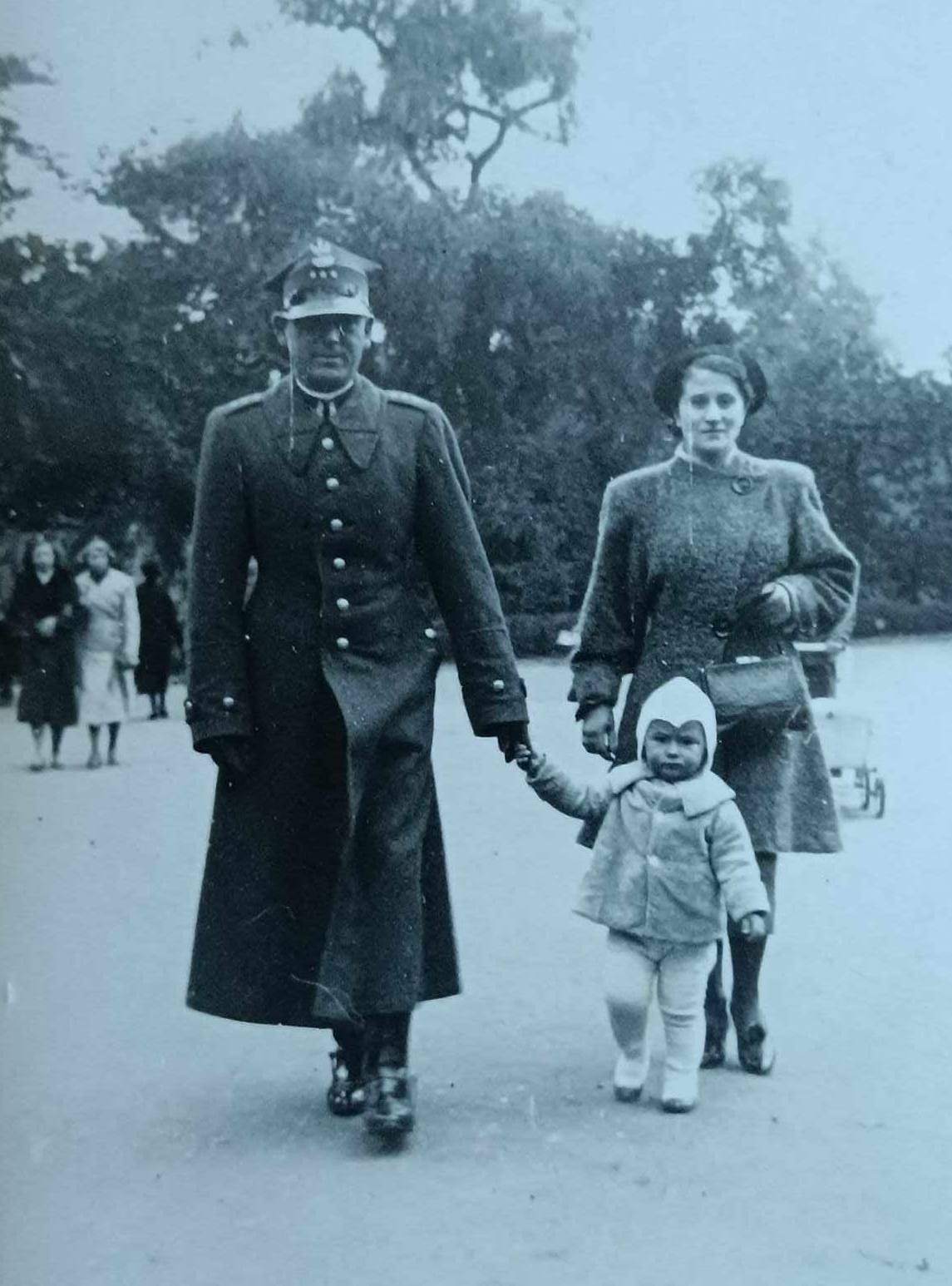
Kpt. Leon Pieczyński z żoną Stanisławą i synem Januszem w warszawskich Łazienkach (28. X.1937).

Leon Pieczyński (ur. 10 kwietnia 1902 w Saarlouis, zm. 11 października 1990 we Wrocławiu) – major piechoty Wojska Polskiego.

## Życiorys
Leon Pieczyński urodził się 10 kwietnia 1902 roku w Saarlouis, w rodzinie Jana, majora lekarza weterynarii armii pruskiej, i Heleny z Drobników, siostry poznańskiego chirurga Tomasza Drobnika. Po wystąpieniu ojca z armii rodzina zamieszkała w Ostrowie Wielkopolskim, gdzie Jan Pieczyński pełnił obowiązki powiatowego lekarza weterynarii.
W latach 1911–1918 był uczniem gimnazjum męskiego w Ostrowie Wlkp. Od 31 grudnia 1918 brał udział w powstaniu wielkopolskim, w składzie kompanii ostrowskiej, która w nocy 31 grudnia 1918 opanowała Ostrów Wielkopolski, tworząc tzw. Republikę Ostrowską. W tej kompanii, a później w 1 kompanii 12 pułku strzelców wielkopolskich brał udział w działaniach powstańczych na południowym froncie (Czarny Las, Granowiec itd).
W lipcu 1919 został odkomenderowany do szkoły podoficerskiej przy 12 pułku strzelców wielkopolskich, którą ukończył w stopniu starszego szeregowca w październiku 1919. W marcu 1920 powołany został do Wielkopolskiej Szkoły Podchorążych Piechoty w Poznaniu i w jej składzie wziął udział w wojnie z bolszewikami. Był celowniczym karabinu maszynowego.
Szkołę podchorążych ukończył w październiku 1920 w stopniu podchorążego, otrzymując przydział do 78 pułku piechoty. We wrześniu 1922 mianowany został podporucznikiem służby stałej. W 1923 został zweryfikowany w stopniu porucznika ze starszeństwem z dniem 1 października 1922 i 18. lokatą w korpusie oficerów piechoty. Pełnił służbę w 37 pułku piechoty w Kutnie, a następnie w 63 pułku piechoty w Toruniu. Z dniem 20 października 1924 został przeniesiony do Korpusu Ochrony Pogranicza i przydzielony do 5 batalionu granicznego na stanowisko dowódcy strażnicy nr 9.
W marcu 1930 został przeniesiony z KOP do 69 pułku piechoty w Gnieźnie, a w marcu 1931 do 11 pułku piechoty w Tarnowskich Górach na stanowisko adiutanta pułku.
W kwietniu 1935 ożenił się ze Stanisławą Górską, z którą miał dwoje dzieci: Janusza urodzonego w 1936 i Marię urodzoną w 1938 w Warszawie. 27 czerwca 1935 awansował na kapitana ze starszeństwem z 1 stycznia 1935 i 50. lokatą w korpusie oficerów piechoty.
1 marca 1936 został przeniesiony do Batalionu Stołecznego w Warszawie, zaliczony do kadry stałej baonu i wyznaczony na stanowisko dowódcy 3. kompanii. Baon Stołeczny był wzorcową jednostką piechoty, dobieraną ze wszystkich pułków piechoty Wojska Polskiego i pełnił służbę reprezentacyjną podczas najważniejszych uroczystości państwowych oraz służbę wartowniczą m.in. przed Grobem Nieznanego Żołnierza i Komendą Miasta.
W czasie kampanii wrześniowej dowodził 3. kompanią Baonu Stołecznego. Wziął udział w obronie Warszawy. Dowodzony przez niego pododdział wchodził w skład pododcinka „Północ” (dowódca - ppłk dypl. Walerian Tewzadze), który stanowił część odcinka „Warszawa–Zachód” (dowódca - płk dypl. Marian Porwit). 13 września 1939, w forcie Bema, podczas bombardowania stolicy przez Luftwaffe otrzymał ranę przestrzałową podudzia prawego. Do 21 października 1939 przebywał na leczeniu w Szpitalu Dzieciątka Jezus w Warszawie, a po wypisaniu został zabrany do niemieckiej niewoli. Przebywał kolejno w oflagach: II A Prenzlau, II E Neubrandenburg, II D Gross-Born i X A Sandbostel.
Wyzwolony przez Anglików w dniu 29 kwietnia 1945, powrócił zimą 1946 do kraju. Nie wstąpił do Ludowego Wojska Polskiego. Wyjechał z rodziną na Dolny Śląsk i osiedlił się w Karpaczu. Był represjonowany: odmawiano mu prawa do pracy i zwalniano, gdy jakąś posadę otrzymał. Na utrzymanie rodziny zarabiała żona Stanisława, która podjęła pracę jako nauczycielka w sanatorium dla dzieci chorych na gruźlicę. Niestety, sama zapadła na gruźlicę. By zdobyć środki utrzymania wynajmują pokoje turystom.
Na początku lat 60. przenieśli się do Wrocławia, gdzie mieszkała ich córka Maria, zamężna Krudowska. W dniu 8 listopada 1972 roku kapitan Leon Pieczyński został awansowany do stopnia majora stanu spoczynku.
Zmarł w dniu 11 października 1990 i jest pochowany na Cmentarzu Grabiszyńskim we Wrocławiu.

## Ordery i odznaczenia
- Krzyż Walecznych (1972)
- Srebrny Krzyż Zasługi
- Krzyż Kawalerski Orderu Odrodzenia Polski (1972)
- Krzyż za udział w Wojnie 1918–1921 (1993)
- Medal za Warszawę 1939–1945 (1975)
- Wielkopolski Krzyż Powstańczy (1968)